# Home Grown
Home Grown er en dansk animationsfilm fra 2017 instrueret af William Reynish.

## Handling
Den 12-årige Darya blev engang evakueret fra en atomkatastrofe, og nu vender hun tilbage til sin hjemby for at lede efter sin far. Da hun ankommer, er alt forandret. Byen er vokset til med fantastisk natur, og vilde dyr er flyttet ind. Darya rejser ned ad barndommens sti, og i den overvældende by lykkedes det at finde hendes far. Men også han er fuldstændig forandret, og det tvinger Darya til at efterlade hendes fortid bag hende, og forsøge at passe ind i en ny verden.

## Stemmer
- Alba Marie Eken Heydenreich - Darya
- Simon Bennebjerg - Vagt
- Thomas Waern Gabrielsson - Faderen